# Planitrochidae
De Planitrochidae zijn een familie van uitgestorven weekdieren uit de klasse van de Gastropoda (slakken).